# راند ليك هايتس (إلينوي)
راند ليك هايتس (بالإنجليزية: Round Lake Heights, Illinois)‏ هي منطقة سكنية تقع في الولايات المتحدة في إلينوي. يقدر عدد سكانها بـ 2,676 نسمة .

## الموقع الجغرافي
الموقع الجغرافي للمناطق المحيطة بهذه النقطة هو كالتالي: